# Žlahtina

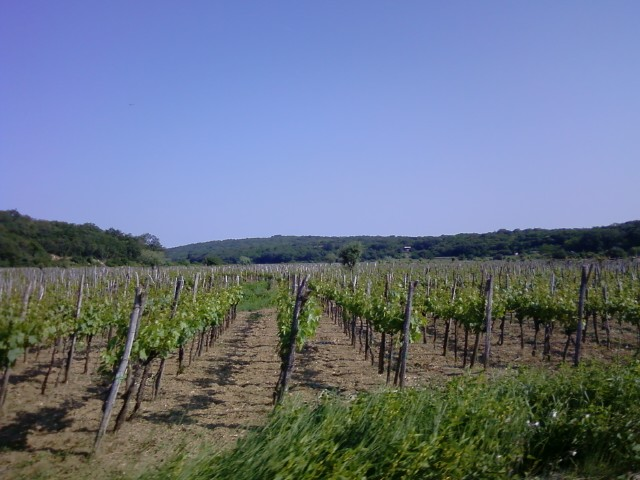
Weinanbau bei Vrbnik

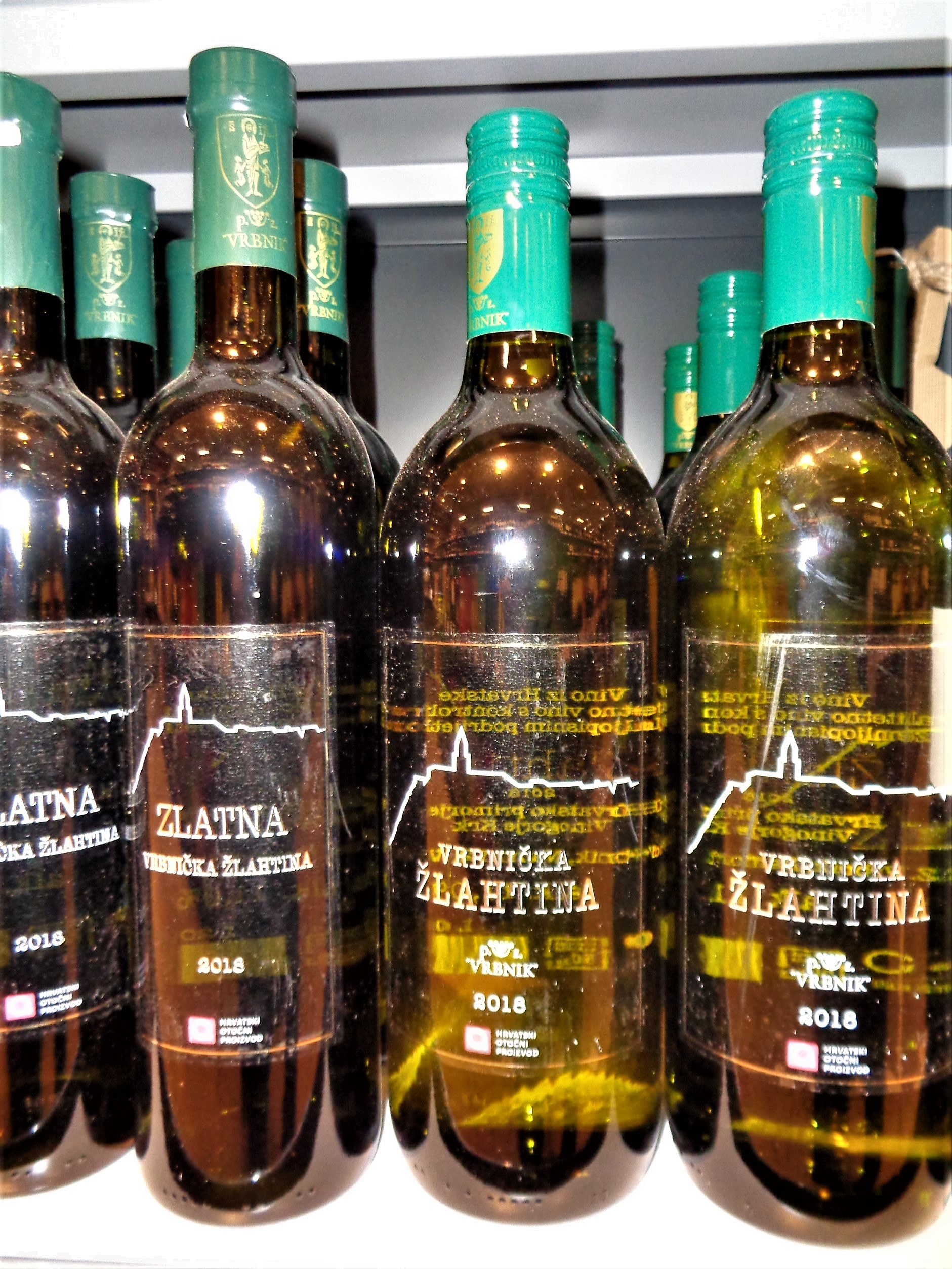
Einige Flaschen Žlahtina von 2018

Žlahtina ist ein Weißwein aus der Gemeinde Vrbnik auf Krk (Kroatien). Die für den Wein verwendete Rebsorte ist eine autochthone Art, die nur in der Umgebung von Vrbnik im östlichen Zentrum der Insel sowie bei Crikvenica auf dem Festland wächst. Der Žlahtina und andere Weißweine aus Vrbnik sind für ihren mineralischen Charakter bekannt.
Als Bela Zlathnina und Zlahtina wird in Slowenien (→ Weinbau in Slowenien) auch die Rebsorte Gutedel bezeichnet. Ob bei der kroatischen Rebsorte Žlahtina ein Zusammenhang zum Gutedel besteht, ist nicht bekannt. Aufgrund der späten Reife der Sorte Žlahtina erscheint ein Zusammenhang jedoch unwahrscheinlich.
Siehe auch den Artikel Weinbau in Kroatien sowie die Liste von Rebsorten.

## Ampelographische Sortenmerkmale
In der Ampelographie wird der Habitus folgendermaßen beschrieben:
- Die Jungblätter sind unbehaart.
- Die konus- bis walzenförmige Traube ist groß bis sehr groß und sehr dichtbeerig. Die rundlichen Beeren sind mittelgroß bis groß und von eißlicher Farbe.

Die Rebsorte reift ca. 30 Tage nach dem Gutedel und gilt somit im internationalen Vergleich als spät reifend. Durch einen frühen Austrieb ist sie empfindlich gegen späte Frühjahrsfröste. Darüber hinaus ist sie empfindlich gegen den Falschen Mehltau sowie gegen die Grauschimmelfäule. Žlahtina ist eine Varietät der Edlen Weinrebe (Vitis vinifera). 